# Tetramorium kydelphon
Tetramorium kydelphon är en myrart som beskrevs av Bolton 1979. Tetramorium kydelphon ingår i släktet Tetramorium och familjen myror. Inga underarter finns listade i Catalogue of Life.